# Peribasis pubicollis
Peribasis pubicollis är en skalbaggsart som beskrevs av Francis Polkinghorne Pascoe 1866. Peribasis pubicollis ingår i släktet Peribasis och familjen långhorningar. Inga underarter finns listade i Catalogue of Life.